# Guglielmo Fieschi
Guglielmo Fieschi (ur. ok. 1210/1220, zm. 1256) – bratanek papieża Innocentego IV, który na konsystorzu 28 maja 1244 mianował go kardynałem-diakonem Sant'Eustachio.
Uczestniczył w Soborze w Lyonie w 1245. Za pontyfikatu swojego wuja kilkakrotnie służył jako jego legat w różnych miejscach na tereni Półwyspu Apenińskiego. kardynał-protektor zakonów serwitów od 1251 i humiliatów (od 1253). Brał udział w papieskiej elekcji 1254. Zmarł w Rzymie, najprawdopodobniej 27 marca 1256.
Grobowiec znajduje się w bazylice św. Wawrzyńca za Murami.